# Campionati del mondo di atletica leggera 1987 - 400 metri ostacoli femminili
La gara dei 400 metri ostacoli femminili dei Campionati del mondo di atletica leggera 1987 si è svolta tra il 31 agosto e il 3 settembre.

## Podio
| Pos.    | Atleta               | Nazionalità  | Tempo |
| ------- | -------------------- | ------------ | ----- |
| Oro     | Sabine Busch         | Germania Est | 53"62 |
| Argento | Debbie Flintoff-King | Australia    | 54"19 |
| Bronzo  | Cornelia Ullrich     | Germania Est | 54"31 |

## Situazione pre-gara

### Record
Prima di questa competizione, il record del mondo (RM) e il record dei campionati (RC) erano i seguenti:
| Record                | Prestazione | Atleta                             | Data                                         | Competizione  |
| --------------------- | ----------- | ---------------------------------- | -------------------------------------------- | ------------- |
| Record mondiale       | 52"94       | Marina Stepanova Unione Sovietica  | 17 settembre 1986 Tashkent, Unione Sovietica |               |
| Record dei campionati | 54"14       | Ekaterina Fesenko Unione Sovietica | 10 agosto 1983 Helsinki, Finlandia           | Mondiali 1983 |

### Campionesse in carica
Le campionesse in carica a livello olimpico e mondiale erano:
| Campione | Atleta                             | Prestazione | Data                                   | Competizione         |
| -------- | ---------------------------------- | ----------- | -------------------------------------- | -------------------- |
| Olimpico | Nawal El Moutawakel Marocco        | 54”61       | 8 agosto 1984 Los Angeles, Stati Uniti | Giochi olimpici 1984 |
| Mondiale | Ekaterina Fesenko Unione Sovietica | 54"14       | 10 agosto 1983 Helsinki, Finlandia     | Mondiali 1983        |

### La stagione
Prima di questa gara, le atlete con le migliori tre prestazioni dell'anno erano:
| Pos. | Atleta                         | Prestazione | Data                             |
| ---- | ------------------------------ | ----------- | -------------------------------- |
| 1    | Sabine Busch Germania Est      | 53"24       | 21 agosto 1987 Potsdam, Germania |
| 2    | Cornelia Ullrich Germania Est  | 53"58       | 21 agosto 1987 Potsdam, Germania |
| 3    | Debbie Flintoff-King Australia | 53"95       | 16 agosto 1987 Colonia, Germania |

## Risultati[3][4]

### Turni eliminatori
| 5 Batterie   | 31 agosto    | 35 iscritte   | Si qualificano le prime 2 (Q) + gli 8 migliori tempi (q). |
| 2 Semifinali | 1º settembre | 8 + 8         | Si qualificano le prime 4 (Q).                            |
| Finale       | 3 settembre  | 8 concorrenti |                                                           |

### Batterie
Lunedì 31 agosto 1987
| Pos. | Atleta              | Nazione          | Tempo   | Note |
| ---- | ------------------- | ---------------- | ------- | ---- |
| 1    | Sabine Busch        | Germania Est     | 55”51   | Q    |
| 2    | Anna Ambrazené      | Unione Sovietica | 56”50   | Q    |
| 3    | Nawal El Moutawakil | Marocco          | 57”21   |      |
| 4    | Jenny Laurendet     | Australia        | 57”41   |      |
| 5    | Barbara Johnson     | Irlanda          | 58”72   |      |
| 6    | Tania Fernández     | Cuba             | 58”78   |      |
| 7    | Mariam Zewde        | Etiopia          | 1'00”57 |      |

| Pos. | Atleta               | Nazione     | Tempo | Note |
| ---- | -------------------- | ----------- | ----- | ---- |
| 1    | LaTanya Sheffield    | Stati Uniti | 55”93 | Q    |
| 2    | Debbie Flintoff-King | Australia   | 56”31 | Q    |
| 3    | Christina Wennberg   | Svezia      | 56”91 | q    |
| 4    | Irmgard Trojer       | Italia      | 57”09 | q    |
| 5    | Helene Huart         | Francia     | 57”13 |      |
| 6    | Maria João Lopes     | Portogallo  | 58”86 |      |
| 7    | Semra Aksu           | Turchia     | 59”13 |      |

| Pos. | Atleta                  | Nazione        | Tempo | Note |
| ---- | ----------------------- | -------------- | ----- | ---- |
| 1    | Judi Brown-King         | Stati Uniti    | 55”35 | Q    |
| 2    | Tuija Helander-Kuusisto | Finlandia      | 55”42 | Q    |
| 3    | Pilavullakandi T. Usha  | India          | 55”73 | q    |
| 4    | Maria Usifo             | Nigeria        | 56”13 | q    |
| 5    | Helga Halldorsdottir    | Islanda        | 57”82 |      |
| 6    | Marie Womplou           | Costa d'Avorio | 58”46 |      |
| 7    | Gerda Haas              | Austria        | 58”65 |      |

| Pos. | Atleta                | Nazione          | Tempo | Note |
| ---- | --------------------- | ---------------- | ----- | ---- |
| 1    | Margarita Khromova    | Unione Sovietica | 55”21 | Q    |
| 2    | Schowonda Williams    | Stati Uniti      | 55”53 | Q    |
| 3    | Gudrun Abt            | Germania Ovest   | 55”83 | q    |
| 4    | Liliana Chala         | Ecuador          | 58”39 |      |
| 5    | Gwen Wall             | Canada           | 58”66 |      |
| 6    | Fialho Maria Do Carmo | Brasile          | 58”93 |      |
| 7    | Genowefa Błaszak      | Polonia          | dq    |      |

| Pos. | Atleta           | Nazione      | Tempo | Note |
| ---- | ---------------- | ------------ | ----- | ---- |
| 1    | Cornelia Ullrich | Germania Est | 56”75 | Q    |
| 2    | Sandra Farmer    | Giamaica     | 56”76 | Q    |
| 3    | Rose Tata-Muya   | Kenya        | 57”11 | q    |
| 4    | Cristina Pérez   | Spagna       | 57”23 |      |
| 5    | Erika Szopori    | Ungheria     | 58”09 |      |
| 6    | Sally Flemming   | Australia    | 58”87 |      |
| 7    | Fatimata Podie   | Burundi      | dq    |      |

### Semifinali
Martedì 1º settembre 1987
| Pos. | Atleta                  | Nazione          | Tempo | Note |
| ---- | ----------------------- | ---------------- | ----- | ---- |
| 1    | Sabine Busch            | Germania Est     | 54”41 | Q    |
| 2    | Sandra Farmer           | Stati Uniti      | 54”68 | Q    |
| 3    | Tuija Helander-Kuusisto | Finlandia        | 54"76 | Q    |
| 4    | Schowonda Williams      | Stati Uniti      | 54”82 | Q    |
| 5    | Margarita Khromova      | Unione Sovietica | 54”86 |      |
| 6    | LaTanya Sheffield       | Giamaica         | 56”65 |      |
| 7    | Rose Tata-Muya          | Kenya            | 57”65 |      |
| 8    | Maria Usifo             | Nigeria          | dns   |      |

| Pos. | Atleta                | Nazione          | Tempo | Note                          |
| ---- | --------------------- | ---------------- | ----- | ----------------------------- |
| 1    | Cornelia Ullrich      | Germania Est     | 54”72 | Q                             |
| 2    | Debbie Flintoff-King  | Senegal          | 55”08 | Q                             |
| 3    | Anna Ambrazené        | Unione Sovietica | 55”47 | Q                             |
| 4    | Judi Brown-King       | Stati Uniti      | 55”55 | Q                             |
| 5    | Gudrun Abt            | Germania Est     | 55”59 | Miglior prestazione personale |
| 6    | Pilavulakandi T. Usha | India            | 55”89 |                               |
| 7    | Christina Wennberg    | Svezia           | 56”56 |                               |
| 8    | Irmgard Trojer        | Italia           | 57”86 |                               |

### Finale
Giovedì 3 settembre 1987
| Pos.    | Corsia | Atleta                  | Età | Nazione          | Tempo | Nota                          |
| ------- | ------ | ----------------------- | --- | ---------------- | ----- | ----------------------------- |
| Oro     | 3      | Sabine Busch            | 24  | Germania Est     | 53"62 | Record dei campionati         |
| Argento | 8      | Debbie Flintoff-King    | 27  | Australia        | 54"19 |                               |
| Bronzo  | 4      | Cornelia Ullrich        | 24  | Germania Est     | 54"31 |                               |
| 4       | 6      | Sandra Farmer           | 25  | Giamaica         | 54"38 | Miglior prestazione personale |
| 5       | 5      | Tuija Helander-Kuusisto | 26  | Finlandia        | 54"62 | Record nazionale              |
| 6       | 1      | Anna Ambrazené          | 32  | Unione Sovietica | 55"68 |                               |
| 7       | 2      | Schowonda Williams      | 23  | Stati Uniti      | 55"86 |                               |
| 8       | 7      | Judi Brown-King         | 26  | Stati Uniti      | 56"10 |                               |